# إيهإيج كيا
إيهإيجِ گَيا (باليابانية: 賀谷 英司) (مواليد 8 فبراير 1969)، هو لاعب كرة قدم ياباني سابق كان يلعب كمدافع.

## وصلات خارجية
- إيهإيج كيا على موقع رابطة كرة القدم اليابانية للمحترفين (اليابانية)
- إيهإيج كيا على موقع قاعدة بيانات كرة القدم.إي يو (الإنجليزية)
- إيهإيج كيا على موقع عالم كرة القدم.نت (الإنجليزية)